# (5499) 1981 SU2
(5499) 1981 SU2 (1981 SU2, 1954 XH, 1986 AX1) — астероїд головного поясу.
Тіссеранів параметр щодо Юпітера — 3,601.